# Dargida graminea
Dargida graminea là một loài bướm đêm trong họ Noctuidae.